# Houlin (traité)
 (mai 2020).
Si vous disposez d'ouvrages ou d'articles de référence ou si vous connaissez des sites web de qualité traitant du thème abordé ici, merci de compléter l'article en donnant les références utiles à sa vérifiabilité et en les liant à la section « Notes et références ».
Houlin ou Chullin (lit. Ordinaire ou banal) est le troisième traité de la Mishna dans l'Ordre des Kodashim et traite des lois de l'abattage rituel des animaux et des oiseaux pour la viande à usage ordinaire ou non consacré (par opposition à un usage sacré), et avec les lois diététiques juives en général, telles que les lois régissant l'interdiction du mélange de viande (fleishig) et de produits laitiers (milchig).
Bien qu'il soit inclus dans le Seder Kodashim, il traite principalement des choses non consacrées et des choses utilisées comme nourriture humaine ordinaire, en particulier les viandes ; il est donc parfois appelé Shehitat Houlin (Abattage d'animaux non consacrés). Il comprend douze chapitres, traitant des lois relatives à l'abattage des animaux et des oiseaux pour la viande à usage ordinaire par opposition à l'utilisation sacrée, aux autres règles relatives à la consommation de viande et aux lois alimentaires en général,,.
Les règles prescrites pour l'abattage cacher, connues sous le nom de Shehita, comprennent cinq choses qui doivent être évitées : il ne doit pas y avoir de retard ; aucune pression ne peut être exercée sur le mouvement de va-et-vient du couteau; le couteau ne doit pas pouvoir glisser au-delà d'une certaine zone de la gorge; il ne doit pas y avoir de poussée du couteau sous la peau ou entre l'œsophage et la trachée; l'œsophage ou la trachée ne doit pas être arraché au cours de l'abattage.

## Mishna
Le contenu des douze chapitres de la Mishna peut être résumé comme suit : 
1. Quand et par qui un animal doit être tué pour être rituellement apte à la nourriture; l'instrument avec lequel le meurtre doit être fait; l'espace dans lequel l'incision doit être pratiquée et dont le dépassement rend l'animal « téréfa ». Il examine les différences entre la shehita et la mélika (pincement de la tête des oiseaux apportés en sacrifice; voir « Lev 1:12 HE », 5:8), et les divers degrés dans lesquels les vaisseaux sont sensibles à l'impureté.
2. Les organes à sectionner : dans les quadrupèdes, la trachée et l'œsophage, ou la plus grande partie de chacun, doivent être coupés; chez les volailles, il suffit de couper l'un de ces organes ou la plus grande partie. Dans les deux cas, la veine jugulaire doit être sectionnée. Les règles concernant le caractère de l'incision suivent. Viennent ensuite une série de règles concernant les animaux tués en l'honneur de divinités étrangères ou d'objets naturels déifiés : concernant les localités où la mise à mort officielle d'un animal pourrait créer un soupçon d'idolâtrie; ou bien l'interdiction d'utiliser comme aliment ordinaire la chair des animaux tués à des fins sacrées.
3. Animaux blessés par maladie, accident ou attaque animale. La Mishna énumère dix-huit maladies et blessures qui rendent un animal téréfa, y compris des perforations des poumons ou de l'intestin grêle, et des fractures de la colonne vertébrale ou des côtes. Il cite également des maladies et des blessures qui ne rendent pas l'animal téréfa, et conclut en énumérant les signes d'animaux casher .
4. Embryons, vivants ou morts, trouvés chez une femelle abattue; sur la césarienne .
5. L' interdiction d'abattre un animal et sa progéniture le même jour . Si les deux animaux ont été consacrés et tués dans l'enceinte du Temple, l'animal tué en premier peut être utilisé, mais pas le second; le tueur du second est sujet à kareth (coupure, excision). Si aucun animal n'a été consacré et que les deux ont été tués au-delà de l'enceinte sacrée, la chair des deux peut être utilisée pour la nourriture; mais le tueur du second est sujet aux coups de fouet. Pour éviter une violation involontaire de cette interdiction, le marchand de bétail est tenu d'informer l'acheteur de la vente de la mère ou de la progéniture pour le marché de la viande. Cet avis doit être donné chaque fois que la viande est plus demandée que d'habitude, comme à la veille d'un festival.
6. Le devoir de couvrir le sang des animaux sauvages ou des oiseaux tués rituellement (« Lev 17:13 HE »), et le matériel avec lequel il doit être recouvert. Cela ne s'applique qu'au sang des animaux qui, après avoir été abattus, se révèlent cacher, et uniquement lorsque l'abattage a été commis pour des motifs légitimes.
7. L'interdiction de manger le Gid hanasheh, qui est toujours et partout en vigueur, et qui s'étend aux animaux consacrés et non consacrés, ainsi qu'aux jeunes vivants trouvés chez une mère abattue.
8. L'interdiction de mélanger le lait et la viande ; « viande » comprend toute chair animale, à l'exception du poisson et des criquets. En tant qu'addition rabbinique, la viande et le lait ne doivent pas être placés l'un à côté de l'autre sur la table à manger.
9. Carcasses et reptiles qui communiquent l'impureté par contact; les morceaux de différentes parties d'un nébéla (morceau de charogne) sont considérés comme un seul morceau, et s'ils sont collectivement assez volumineux, ils rendent impur tout aliment avec lequel ils entrent en contact. Par exemple, un morceau de peau et un morceau d'os ou de tendon, s'ils sont ensemble égaux à la taille d'une olive, rendent les aliments autrement purs impurs.
10. Les parties de chaque animal tué rituellement que le profane doit donner au prêtre (patte avant, joues et gueule), et les règles concernant les animaux blessés qui devraient être présentées au prêtre ou qui devraient être rachetées.
11. Le devoir de remettre au prêtre le premier fruit de la tonte des moutons (« Deut 18:4 HE »); les différences entre ce devoir et celui traité au chapitre précédent; le nombre de moutons que l'on doit posséder avant l'entrée en vigueur de cette loi; les circonstances dans lesquelles on est exempté.
12. La loi de Shiloua haken. Cette loi ne s'applique que lorsque la mère oiseau est réellement dans le nid avec ses petits et lorsque les oiseaux nichent en plein air, où ils peuvent facilement s'échapper. Les oiseaux non cacher et les oiseaux « hérodiens » (=oiseaux produits par l'accouplement de différentes espèces, qui auraient été pratiquées par Hérode) ne sont pas inclus dans cette loi.

## Tosefta
La Tosefta et la Mishna correspondent dans les sept premiers chapitres. Le chapitre 8 Tosefta correspond aux chapitres 8-9 Mishna ; chapitre 9 à chapitre 10; et 10 à 11-12. D'un autre côté, la Tosefta est plus prolixe que sa compilation sœur aînée, et cite parfois des épisodes de la vie de grands hommes en rapport avec le sujet. Ainsi, parlant de l'interdiction de la viande préparée à des fins idolâtres, il cite les rapports d'Eléazar b. Dernière maladie de Dama et prétendue apostasie (voir Ben Dama; Eliezer Ben Hyrcanus).

## Talmud
La Mishna de Houlin n'est que rarement citée dans le Talmud de Jérusalem; en fait, seulement 15 des 75 mishnayot du traité sont cités dans tout le Talmud de Jérusalem. Ce n'est pas le cas dans la Gémara babylonienne, qui discute et explique chaque section de la Mishna et aussi une grande partie de la Tosefta. Il donne un aperçu clair de l'objet principal des dispositions de ce traité - la prévention de la cruauté et de la douleur, et le drainage de chaque goutte de sang du corps afin de rendre la chair saine.
Samuel de Nehardea a établi la règle suivante : « Lorsque le tabah [boucher] n'est pas familier avec les règlements concernant la shehita, il ne faut pas manger quoi que ce soit qu'il ait abattu ». Samuel a résumé les lois de la shehita dans les cinq mots mishnaïques suivants : shehiya (retarder), dérassa (hacher), halada (enfoncer le couteau sous les veines), hagrama (couper dans une autre que la partie appropriée de l'animal), et ikour (déchirure; Houlin 1: 2; 2: 3,4), contre lesquels chacun doit se garder.
Comme dans d'autres traités, les discussions halakhiques sont entrecoupées d'aggadot instructives et divertissantes. Dans une déclaration des marques par lesquelles les animaux cacher se distinguent des animaux non cacher, une licorne est mentionnée et serait la gazelle de Bei-Ilai. La mention de ce dernier suggère le « lion de Bei-Ilai », et le compilateur continue ensuite de raconter une histoire élaborée de César (l'empereur) et Joshua ben Hananiah (59b et suiv.).